# جهان‌آباد ده نظر
جهان‌آباد ده نظر، روستایی از توابع بخش ریگان شهرستان بم در استان کرمان ایران است.

## جمعیت
این روستا در دهستان چاهدگال قرار دارد و براساس سرشماری مرکز آمار ایران در سال ۱۳۸۵، جمعیت آن ۶۴ نفر (۱۴خانوار) بوده‌است.